# La Mata de los Olmos
La Mata de los Olmos és un municipi de l'Aragó, de la comarca del Baix Aragó.